# 井丹
井丹（？年—？年），字大春，扶風郡郿縣（今陝西省寶雞市）人，東漢學者。年輕時在太學讀書，通曉《五經》，善於談論，所以京師的人這麼說：「《五經》紛綸井大春。」性清高，從沒有準備名帖問候過他人。

## 生平
建武末，沛王劉輔等五王住在北宮，都好賓客，派人邀請井丹，但無法請來井丹。信陽侯陰就是光烈皇后的弟弟，以外戚貴盛的地位，欺騙五王說用千萬錢就能把井丹請來，然後派人強劫井丹到府上。井丹不得已，抵達後，陰就故意準備麥飯蔥葉等食物，井丹推託不願吃，說：「君侯能提供美味的食物，所以才來，現在怎麽如此菲薄呢？」於是另設盛饌，井丹才用餐。等到陰就起身，左右的人推進來用人挽拉的便車，井丹笑說：「我聽聞夏桀曾用人駕車，難道就是這個？」在座的賓客都變了臉色。陰就不得已，讓人把便車換掉。從此井丹隱居閉門不與人們來往，最後壽終正寢。

## 評價
- 蘇軾：昔陰將軍設麥飯與蔥葉，井丹推去而不嗅。《後杞菊賦》
- 子敬賞井丹高潔，子猷云：「未若長卿慢世。」《世說新語·品藻》

## 延伸阅读
[在维基数据编辑]
 《後漢書·卷83》，出自范晔《後漢書》
 《東觀漢記》